# Будинок Цибульських
Буди́нок Цибу́льських — будинок в Черкасах, збудований братами Цибульськими наприкінці XIX століття. Знаходиться на розі вулиць Хрещатик та вул. Байди Вишневецького. Відомий перебуванням Тараса Шевченка у 1859 році.

## Історична довідка
Будинок Цибульських – найстаріша з існуючих будівель міста Черкаси. Перша письмова згадка буднику була у 1852 році, коли брати Юхим та Андрій – купці першої гільдії, звели півтораповерховий напівдерев’янний будинок. У 90-х роках ХІХ століття його перебудували на повністю кам’яний та вже триповерховий (споруда була з жовтої цегли). У період від цієї перебудови і аж до самої революції, він був найвищою спорудою в місті. Другий і третій поверхи віддали під приміщення Петербурзького облікового та позичкового банку. На першому поверсі у різні часи були різноманітні  крамниці та зброярня. За радянської влади, на першому поверсі розташовувалися мануфактурний магазин і перукарня, на другому — міський банк. 
Наприкінці 80-х років ХХ ст. музей реконструювали. Імена архітектора та інженера реставрації досі невідомі.
У 1989 році на честь 130-річчя від перебування Тараса Шевченка у Черкасах, а також 175-річчя від його народження, у будинку Цибульських було відкрито музей «Кобзаря» Т. Г. Шевченка, який діє і до сьогодні. Головним експонатом закладу є перше видання «Кобзаря», що випущене в Петербурзі у 1840 році (Тарасу в цей час було 26 років), це видання з якісного паперу та чітким шрифтом – одне з десятки, що збереглися. Також до колекції входять «Кобзарі», які випускалися на різних мовах протягом вже 200 років. Тут традиційно зберігається незліченна кількість шевченківських листівок, медалей та значків. Щороку, музей відвідують понад 50-ти тисяч людей.
Наприкінці 80-х років ХХ століття будинок реставрували.

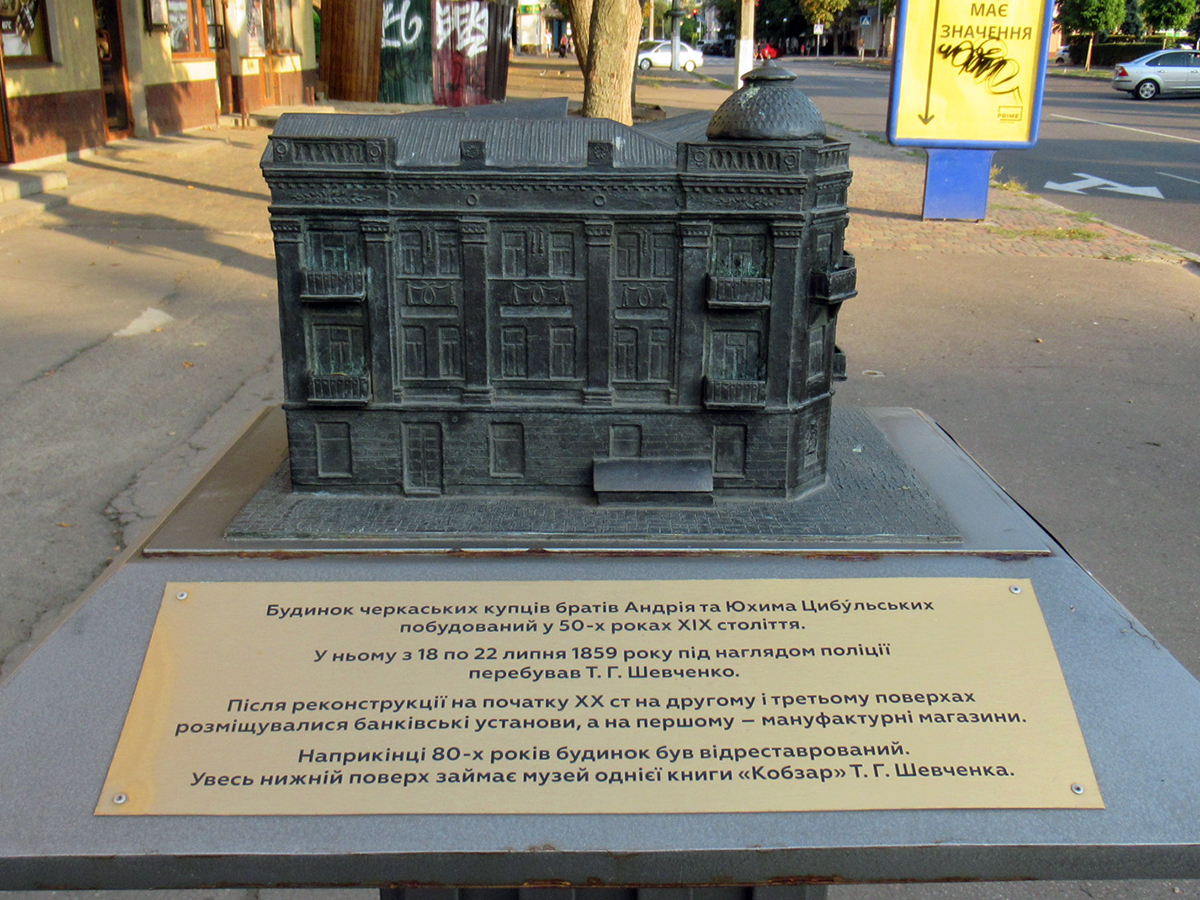
мініскульптура-копія будинку

10 квітня 2017 поблизу будівлі на хіднику вулиці Хрещатик було відкрито мініскульптуру-копію будинку авторства скульптора Владислава Димйона.

### Перебування Шевченка в будинку Цибульських
18 липня 1859 року поета арештують у селі Пекарі та доставляють справнику Табачникову. Брати Цибульські викупили Шевченка за 500 рублів та золотий годинник. Під чітким наглядом поліції, Шевченко перебував не у в'язниці, а в цьому будинку. Будучи в місті, поет записував народні пісні, розповіді старого діда Цехмистренка про давні події, особливо про гайдамаччину. У домі Цибульських Шевченко перебуває до 22 липня 1859 року.

## Особливості архітектури
В архітектурі спостерігаються ознаки неокласицизму. План будинку — прямокутний, споруда має два головних фасади з балконами. Третій поверх декоровано рослинним орнаментом з тесаної цегли, вікна підкреслені віньєтками, що виконані тою ж методикою. Вікна двостворчаті, подовжені, що було також новинкою того часу. Дах огороджений балюстрадою. Вгорі будинок увінчано невеликим купольним завершенням. Кольорова гама — стримана (у сіро-білих тонах, купол — майже чорний). На першому поверсі розміщена меморіальна дошка з портретом Шевченка.

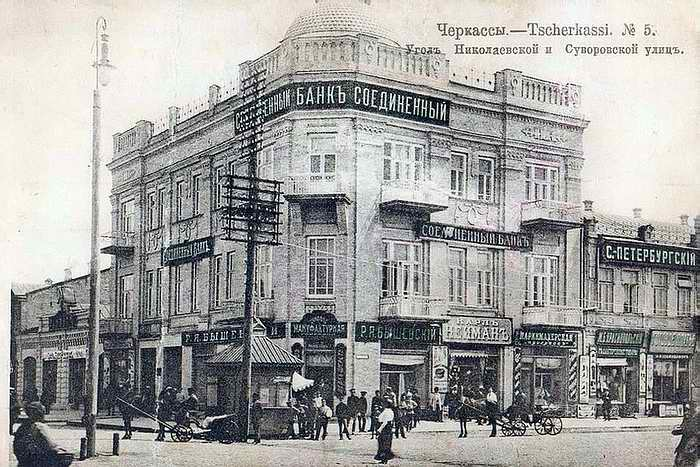
Фото 1910 року